# IC 602
IC 602 ist eine Spiralgalaxie mit aktivem Galaxienkern vom Hubble-Typ Sc im Sternbild Löwe an der Ekliptik. Sie ist schätzungsweise 163 Millionen Lichtjahre von der Milchstraße entfernt und hat einen Durchmesser von etwa 35.000 Lichtjahren. Gemeinsam mit IC 601 bildet sie ein gebundenes Galaxienpaar.

Im selben Himmelsareal befindet sich u. a. die Galaxie NGC 3186.
Das Objekt wurde am 10. April 1893 vom französischen Astronomen Stéphane Javelle entdeckt.